# Charlie Manuel
Charles Fuqua Manuel (né le 4 janvier 1944 à Northfork, Virginie-Occidentale, États-Unis) est un ancien joueur et manager de baseball. Il a évolué dans le Ligues majeures de baseball de 1969 à 1975 et en NPB au Japon de 1976 à 1981. 
Après avoir été le gérant des Indians de Cleveland de la MLB de 2000 à 2002, Charlie Manuel dirige les Phillies de Philadelphie de 2005 à 2013. L'équipe remporte cinq championnats de division consécutifs de 2007 à 2011, accède deux fois à la Série mondiale et remporte la Série mondiale 2008 sous sa gouverne. Gagnant de 1000 matchs au total avec les deux clubs qu'il dirige, Manuel est avec 780 victoires le gérant ayant eu le plus de succès dans l'histoire des Phillies.
En tant que joueur, il a été nommé meilleur joueur de la saison 1979 avec l'équipe d'Ōsaka, ce qui était une première au Japon pour un joueur américain.

## Carrière de manager
Charlie Manuel mène les Phillies de Philadelphie, dont il a pris les commandes en 2005, à quatre championnats de division consécutifs dans la section Est de la Ligue nationale (2007-2010).
En 2008, il mène les Phillies de Philadelphie à la conquête de leur première Série mondiale depuis 1980.
En 2009, les Phillies atteignent à nouveau la grande finale.
En 2010, les Phillies remportent 97 victoires en saison régulière, pour le meilleur dossier des majeures. Avec Manuel, ils remportent le championnat de la division Est pour la quatrième année consécutive.
Il mène en 2011 les Phillies à un cinquième titre de division consécutif et à un nouveau record de franchise de 102 victoires en saison régulière. Lors du dernier match de la saison, les Phillies triomphent des Braves d'Atlanta et donnent à Manuel sa 646e victoire avec Philadelphie. Ceci en fait le gérant avec le plus de victoires dans l'histoire des Phillies, battant le record de Gene Mauch.
Après plusieurs années de succès, le déclin de la franchise de Philadelphie s'amorce en 2012 alors que le club termine en milieu de peloton, troisième de sa division avec une fiche de ,500 - soit 81 victoires et 81 défaites. 
Le 12 août 2013, les Phillies l'emportent 5-1 sur les Braves d'Atlanta pour donner à Manuel sa 1000e victoire comme gérant dans les majeures. Ce sera cependant sa dernière victoire avec Philadelphie. L'équipe prévoyait l'honorer pour cet accomplissement au retour du club au Citizens Bank Park, mais le 16 août 2013 il est remplacé par un nouveau gérant, Ryne Sandberg. À ce moment, Philadelphie compte 53 victoires contre 67 défaites, est quatrième dans la division Est avec 14 parties et demie de retard sur les meneurs, les Braves. Manuel tire sa révérence sans avoir connu une seule saison complète perdante avec les Phillies. Au total, il a remporté 780 matchs de saison régulière avec Philadelphie contre 636 défaites en 1416 parties, pour un pourcentage de victoires de ,551.
En 12 ans à diriger Cleveland et Philadelphie, les clubs de Manuel ont remporté 1000 de leurs 1826 parties de saison régulière, pour un pourcentage de victoires de ,548.

## Bilan de manager
| Équipe | Année  | Saison régulière | Saison régulière | Saison régulière | Saison régulière |  | Séries éliminatoires | Séries éliminatoires | Séries éliminatoires | Séries éliminatoires                |
| Équipe | Année  | Vic.             | Déf.             | % Vic.           | Place            |  | Vic.                 | Déf.                 | % Vic.               | Résultats                           |
| CLE    | 2000   | 90               | 72               | 0,555            | 2e AL Centrale   |  | -                    | -                    | -                    |                                     |
| CLE    | 2001   | 91               | 71               | 0,561            | 1e AL Centrale   |  | 2                    | 3                    | 0,400                |                                     |
| CLE    | 2002   | 39               | 48               | 0,448            | début de saison  |  | -                    | -                    | -                    |                                     |
| PHI    | 2005   | 88               | 74               | 0,543            | 2e NL Est        |  | -                    | -                    | -                    |                                     |
| PHI    | 2006   | 85               | 77               | 0,524            | 2e NL Est        |  | -                    | -                    | -                    |                                     |
| PHI    | 2007   | 89               | 73               | 0,549            | 1er NL Est       |  | 0                    | 3                    | 0,000                |                                     |
| PHI    | 2008   | 92               | 70               | 0,568            | 1er NL Est       |  | 11                   | 3                    | 0,786                | Vainqueur de la Série mondiale 2008 |
| PHI    | 2009   | 93               | 69               | 0,574            | 1er NL Est       |  | 9                    | 6                    | 0,600                | Champion de la Ligue nationale      |
| Totaux | Totaux | 667              | 553              | 0,547            |                  |  | 22                   | 15                   | 0,595                |                                     |